# قانون خانواده مشترک
قانون خانواده مشترک (انگلیسی: Collaborative law) جریانی قانونی برای حل اختلاف زوجی است که تصمیم گرفته‌اند از هم جدا شوند یا طلاق بگیرند؛ این قانون ایشان را قادر می‌کند از طریق وکلایشان یا ارگانهای دیگر به توافقی برسند که به بهترین شکل نیازهای خاص طرفین و کودکانشان را بدون رفتن به دادگاه پاسخ دهد.